# Panacea (mariposa)
Panacea es un género de lepidópteros perteneciente a la familia Nymphalidae. Es originario de América.

## Especies
Contiene las siguientes especies:
- Panacea bleuzeni Plantrou & Attal, 1986
- Panacea chalcothea (Bates, 1868)
- Panacea divalis (Bates, 1868)
- Panacea procilla (Hewitson, 1852)
- Panacea prola (Doubleday, [1848])
- Panacea regina (Bates, 1864)